# Zelleria impura
Zelleria impura is een vlinder uit de familie van de stippelmotten (Yponomeutidae). De wetenschappelijke naam van de soort werd in 1880 gepubliceerd door Otto Staudinger.